# Brunei FA Cup 2017/18
Der Brunei FA Cup 2017/18, auch bekannt als  DST FA Cup,  war die 11. Saison eines Ko-Fußballwettbewerbs in Brunei. Das Turnier wurde vom National Football Association of Brunei Darussalam organisiert. Es begann mit der ersten Runde am 5. November 2017 und endete mit dem Finale am 1. April 2018. Titelverteidiger war der MS ABDB.

## 1. Runde
| Datum             |                  | Ergebnis |                |
| ----------------- | ---------------- | -------- | -------------- |
| 5. November 2017  | IKLS FC          | 5:0      | Tunas FC       |
| 12. November 2017 | Tabuan Muda B    | 0:3      | BSRC FT        |
| 19. November 2017 | Panchor Murai FC | 1:6      | Tabuan A (U16) |
| 19. November 2017 | DSP United       | 1:0      | Rimba Star FC  |

## Achtelfinale
| Datum            |                  | Ergebnis |                |
| ---------------- | ---------------- | -------- | -------------- |
| 5. Januar 2018   | Setia Perdana FC | 0:2      | Tabuan A (U16) |
| 7. Januar 2018   | Lun Bawang FC    | 2:3      | Jerudong FC    |
| 9. Januar 2018   | Wijaya FC        | 5:1      | BSRC FT        |
| 10. Januar 2018  | Menglait FC      | 1:3      | DSP United     |
| 14. Januar 2018  | Tabuan Muda A    | 2:4      | MS ABDB        |
| 4. Februar 2018  | Indera SC        | 4:1      | IKLS FC        |
| 16. Februar 2018 | MS PDB           | 4:1      | Kota Ranger FC |
| 17. Februar 2018 | Najip I-Team     | 0:5      | Kasuka FC      |

## Viertelfinale
| Datum         |                | Ergebnis |             |
| ------------- | -------------- | -------- | ----------- |
| 3. März 2018  | Wijaya FC      | 3:4      | Kasuka FC   |
| 9. März 2018  | DSP United     | 0:3      | MS ABDB     |
| 10. März 2018 | Indera SC      | 2:0      | Jerudong FC |
| 17. März 2018 | Tabuan A (U16) | 1:2      | MS PDB      |

## Halbfinale
| Datum         |           | Ergebnis              |           |
| ------------- | --------- | --------------------- | --------- |
| 16. März 2018 | Indera SC | 1:0 n. V.             | Kasuka FC |
| 23. März 2018 | MS PDB    | 1:1 n. V. (6:5 i. E.) | MS ABDB   |

## Finale
| Datum         |           | Ergebnis |        |
| ------------- | --------- | -------- | ------ |
| 1. April 2018 | Indera SC | 2:0      | MS PDB |

| Sieger Brunei FA Cup 2017/18 |
| Indera SC                    |